# 코펜하겐
코펜하겐(덴마크어: København 쾨번하운[*], 영어: Copenhagen, 문화어: 쾨뻰하븐)은 덴마크의 수도이자 가장 인구가 많은 도시로 도시 지역에 약 140만 명의 인구가 있고, 코펜하겐 광역권에 200만 명이 넘는 인구가 있다. 이 도시는 외레순 해협을 사이에 두고 스웨덴의 말뫼와 분리된 셸란섬과 아마게르섬에 있다. 외레순 다리는 두 도시를 철도와 도로로 연결한다.
현재 가멜 스탄 근처에 10세기에 형성된 원래 바이킹 어촌 마을인 코펜하겐은 15세기 초에 덴마크의 수도가 되었다. 17세기부터 이곳은 기관, 방어 시설, 군대와 함께 지역 권력의 중심지로서의 입지를 공고히 했다. 르네상스 시대에 이 도시는 칼마르 연합의 사실상의 수도 역할을 했으며 군주제의 소재지였으며, 국가 원수인 덴마크 군주가 통치하는 스웨덴과 노르웨이와의 개인 연합으로 오늘날 북유럽 지역의 대부분을 통치했다. 문화와 경제의 중심지로 번영한 도시 스칸디나비아는 120년이 훨씬 넘도록 15세기부터 연방이 해체되고 스웨덴이 반란을 통해 연방을 탈퇴한 16세기 초까지 계속되었다. 18세기에 페스트가 창궐하고 화재가 발생한 후 도시는 재개발 기간을 거쳤다. 여기에는 프레데릭스스타덴의 명문 지구 건설과 왕립 극장 및 왕립 미술 아카데미와 같은 문화 기관 설립이 포함되었다. 19세기 초에 허레이쇼 넬슨이 덴마크-노르웨이 함대를 공격하고 도시를 폭격했을 때 추가 재난이 발생한 후 덴마크 황금시대에 재건이 이루어졌다. 코펜하겐 건축의 신고전주의적 모습. 이후 제2차 세계대전 이후 핑거 플랜은 도심에서 뻗어 있는 5개의 도시 철도 노선을 따라 주택과 기업의 개발을 촉진했다.
21세기로 들어서면서 코펜하겐은 제도와 인프라에 대한 투자를 통해 강력한 도시 및 문화 발전을 이루었다. 이 도시는 덴마크의 문화, 경제 및 정부 중심지이다. 코펜하겐은 코펜하겐 증권거래소와 북유럽의 주요 금융 센터 중 하나이다. 코펜하겐 경제는 특히 정보 기술, 제약 및 청정 기술의 이니셔티브를 통해 서비스 부문에서 급속한 발전을 이루었다. 외레순 다리 완공 이후, 코펜하겐은 스웨덴의 스코네 지방 및 가장 큰 도시인 말뫼와 점차 통합되어 외레순 지역을 형성했다. 다양한 지역을 연결하는 수많은 다리가 있는 도시 경관은 공원, 산책로, 해안가로 특징지어진다. 티볼리 공원, 인어공주상, 아말리엔보르성 및 크리스티안스보르성, 로센보르성, 프레데릭 교회, 뵈르센 및 많은 박물관, 레스토랑, 나이트클럽과 같은 코펜하겐의 랜드마크는 중요한 관광 명소이다.
코펜하겐은 코펜하겐 대학교, 덴마크 공과대학, 코펜하겐 비즈니스 스쿨 및 코펜하겐 IT 대학교의 본거지이다. 1479년에 설립된 코펜하겐 대학교는 덴마크에서 가장 오래된 대학교이다. 코펜하겐은 FC 코펜하겐과 브뢴뷔 IF 축구 클럽의 본거지이다. 연례 코펜하겐 마라톤은 1980년에 시작되었다. 코펜하겐은 세계에서 가장 자전거 친화적인 도시 중 하나이다.
모비아는 보른홀름섬을 제외한 덴마크 동부 전역에 서비스를 제공하는 대중교통 회사이다. 2002년에 시작된 코펜하겐 지하철은 코펜하겐 중심부를 운행한다. 또한 코펜하겐 S-트레인, 로칼토그(사설철도) 및 해안선 네트워크는 코펜하겐 중심부와 외곽 자치구를 연결한다. 한 달에 약 250만 명의 승객에게 서비스를 제공하는 카스트럽의 코펜하겐 공항은 북유럽 국가에서 가장 분주한 공항이다.

## 지명 유래
고대 로마 시대에는 "하프니아"(Hafnia), 중세 덴마크에서는 "하운"(Havn)이라는 이름으로 불렀다. 코펜하겐은 덴마크어로 "상인의 항구"라는 뜻을 가진 '쾨프마네하픈'(Køpmannæhafn)에서 유래된 이름이다.

## 역사
1167년 로스킬레 주교였던 압살론이 코펜하겐 항에 위치한 작은 섬에 크리스티안스보르 성을 설립했다. 1186년 교황 우르바노 3세가 보낸 서한에 등장했을 정도로 수륙 교통의 중심지로 성장했지만 13세기에는 한자 동맹의 공격을 받기도 했다.
1254년에는 야코브 에를란센 주교가 도시 헌장을 채택했으며 1330년대 중반에는 최초의 토지 평가 문서를 발행했다. 1416년경에는 포메라니아의 에리크 국왕이 코펜하겐을 덴마크의 수도로 정했다. 1479년에는 크리스티안 1세 국왕에 의해 코펜하겐 대학교가 설립되었는데 이 대학교는 덴마크에서 오랜 역사를 가진 대학교로 여겨진다.
제2차 북방 전쟁이 진행 중이던 1658년부터 1659년까지는 칼 10세 국왕이 이끄는 스웨덴 군대의 공격을 받았다. 코펜하겐은 18세기에 큰 재난을 입었는데 1711년에는 페스트가 유행했다. 1728년 10월 20일 저녁부터 10월 23일 아침까지 일어난 코펜하겐 대화재는 중세 시대에 건설된 코펜하겐의 거의 대부분을 파괴했다. 이 화재로 인해 코펜하겐의 전체 면적 가운데 약 28%가 파괴되었고 전체 주민 가운데 약 20%가 집을 잃었다.
1801년에는 하이드 파커가 이끄는 영국 해군의 포격을 받았고 1807년에는 허레이쇼 넬슨이 이끄는 영국 해군의 포격을 받았다. 1850년대에는 구 시가지를 둘러싸고 있던 성곽이 철거되었다. 제2차 세계 대전이 진행 중이던 1940년부터 1945년까지는 나치 독일의 지배를 받았다.

## 지리

### 위치
코펜하겐은 셸란섬(Sjælland)의 동쪽 해안에 위치하며 일부분은 코펜하겐에 딸린 아마게르섬에 위치한다. 코펜하겐은 동쪽에 스웨덴에서 덴마크를 가르는 외레순 해협을 정면에 두고 있다. 코펜하겐으로부터 똑바로 가로질러 해협의 스웨덴 말뫼와 란스크로나를 가로놓는다. 코펜하겐과 말뫼 사이에는 2000년에 개통된 외레순 다리가 있어서 말뫼에서 코펜하겐으로 출퇴근하는 것도 가능하다.
코펜하겐은 또한 덴마크에 있는 셸란섬, 롤란섬, 팔스테르섬, 보른홀름섬과 스웨덴에 있는 스코네로 이어지는 외레순 지역의 한 부분이다. 코펜하겐에 있는 지역인 뉘하운(Nyhavn)에는 수많은 요트와 관광선이 오간다.

### 기후
코펜하겐은 해양성 기후(쾨펜: Cfb)에 속한다. 날씨는 대서양의 저기압 시스템의 영향을 받아 일년내내 불안정한 컨디션을 초래한다. 7월부터 9월까지 약간 높은 강수량을 제외하면 강수량은 적당하다. 주로 12월 말부터 3월 초까지 눈이 내리지만, 평균 기온이 빙점 부근에서 비가 오는 경우도 있다.
6월은 연중 가장 햇볕이 잘 드는 달로 하루 평균 약 8시간의 일조 시간이 있다. 7월은 가장 따뜻한 달로 낮 평균 최고 기온은 21 °C이다. 반면 일조시간은 11월에는 하루 평균 2시간 미만, 12월부터 2월까지는 하루 1시간 반에 불과하다. 봄이 되면 3월부터 5월까지 하루 4~6시간의 일조시간으로 다시 따뜻해진다. 2월은 1년 중 가장 건조한 달이다. 기상이변으로 인해 겨울철에는 24시간 동안 코펜하겐에 최대 50cm의 눈이 내릴 수 있으며, 여름 기온은 33 °C까지 상승하는 것으로 알려져 있다.
코펜하겐의 북반구 위도 때문에 일광 시간은 여름과 겨울 사이에 상당히 달라진다. 하지에는 해가 04:26에 떠서 21:58에 지기 때문에 17시간 32분의 낮 시간을 제공한다. 동지에는 08:37에 뜨고 15:39에 지며, 낮 시간은 7시간 1분이다. 따라서 하지와 동지 사이의 낮과 밤의 길이는 10시간 31분의 차이가 있다.
| 코펜하겐 (1971–2000년)의 기후        | 코펜하겐 (1971–2000년)의 기후 | 코펜하겐 (1971–2000년)의 기후 | 코펜하겐 (1971–2000년)의 기후 | 코펜하겐 (1971–2000년)의 기후 | 코펜하겐 (1971–2000년)의 기후 | 코펜하겐 (1971–2000년)의 기후 | 코펜하겐 (1971–2000년)의 기후 | 코펜하겐 (1971–2000년)의 기후 | 코펜하겐 (1971–2000년)의 기후 | 코펜하겐 (1971–2000년)의 기후 | 코펜하겐 (1971–2000년)의 기후 | 코펜하겐 (1971–2000년)의 기후 | 코펜하겐 (1971–2000년)의 기후 |
| 월                                   | 1월                           | 2월                           | 3월                           | 4월                           | 5월                           | 6월                           | 7월                           | 8월                           | 9월                           | 10월                          | 11월                          | 12월                          | 연간                          |
| ------------------------------------ | ----------------------------- | ----------------------------- | ----------------------------- | ----------------------------- | ----------------------------- | ----------------------------- | ----------------------------- | ----------------------------- | ----------------------------- | ----------------------------- | ----------------------------- | ----------------------------- | ----------------------------- |
| 역대 최고 기온 °C (°F)               | 10.4 (50.7)                   | 12.8 (55.0)                   | 15.9 (60.6)                   | 25.7 (78.3)                   | 26.4 (79.5)                   | 30.2 (86.4)                   | 31.2 (88.2)                   | 31.1 (88.0)                   | 26.2 (79.2)                   | 20.7 (69.3)                   | 14.7 (58.5)                   | 12.4 (54.3)                   | 31.2 (88.2)                   |
| 일평균 최고 기온 °C (°F)             | 2.5 (36.5)                    | 2.8 (37.0)                    | 5.5 (41.9)                    | 10.2 (50.4)                   | 15.5 (59.9)                   | 19.1 (66.4)                   | 21.2 (70.2)                   | 21.0 (69.8)                   | 16.7 (62.1)                   | 11.9 (53.4)                   | 6.9 (44.4)                    | 4.1 (39.4)                    | 11.4 (52.5)                   |
| 일일 평균 기온 °C (°F)               | 0.6 (33.1)                    | 0.5 (32.9)                    | 2.5 (36.5)                    | 6.1 (43.0)                    | 11.1 (52.0)                   | 14.8 (58.6)                   | 16.9 (62.4)                   | 16.7 (62.1)                   | 13.1 (55.6)                   | 9.1 (48.4)                    | 4.9 (40.8)                    | 2.1 (35.8)                    | 8.2 (46.8)                    |
| 일평균 최저 기온 °C (°F)             | −1.7 (28.9)                   | −1.9 (28.6)                   | −0.4 (31.3)                   | 2.4 (36.3)                    | 7.0 (44.6)                    | 10.8 (51.4)                   | 12.9 (55.2)                   | 12.6 (54.7)                   | 9.7 (49.5)                    | 6.1 (43.0)                    | 2.4 (36.3)                    | −0.2 (31.6)                   | 5.0 (41.0)                    |
| 역대 최저 기온 °C (°F)               | −17.8 (0.0)                   | −16.2 (2.8)                   | −13.9 (7.0)                   | −5.2 (22.6)                   | −2.0 (28.4)                   | 3.4 (38.1)                    | 6.0 (42.8)                    | 5.2 (41.4)                    | 0.9 (33.6)                    | −4.1 (24.6)                   | −9.5 (14.9)                   | −15.9 (3.4)                   | −17.8 (0.0)                   |
| 평균 강수량 mm (인치)                | 37.3 (1.47)                   | 22.7 (0.89)                   | 35.0 (1.38)                   | 32.5 (1.28)                   | 40.5 (1.59)                   | 50.0 (1.97)                   | 51.4 (2.02)                   | 50.1 (1.97)                   | 58.9 (2.32)                   | 50.2 (1.98)                   | 48.0 (1.89)                   | 46.0 (1.81)                   | 522.6 (20.57)                 |
| 평균 강수일수 (≥ 0.1 mm)             | 14.9                          | 11.4                          | 13.5                          | 11.5                          | 10.8                          | 12.0                          | 12.4                          | 12.0                          | 13.6                          | 14.5                          | 15.4                          | 15.4                          | 157.4                         |
| 평균 강설일수                        | 5.9                           | 4.4                           | 4.1                           | 1.3                           | 0.0                           | 0.0                           | 0.0                           | 0.0                           | 0.0                           | 0.2                           | 1.7                           | 3.9                           | 21.4                          |
| 평균 상대 습도 (%)                   | 86                            | 84                            | 82                            | 76                            | 72                            | 72                            | 73                            | 75                            | 78                            | 83                            | 84                            | 85                            | 79                            |
| 평균 월간 일조시간                   | 46                            | 65                            | 117                           | 188                           | 262                           | 247                           | 260                           | 241                           | 154                           | 103                           | 58                            | 38                            | 1,780                         |
| 출처: 덴마크 기상청 (습도 1961–1990) |                               |                               |                               |                               |                               |                               |                               |                               |                               |                               |                               |                               |                               |

## 경제
코펜하겐은 덴마크의 주요 경제 및 금융 중심지이다. 도시의 경제는 주로 서비스와 상업에 기반을 두고 있다. 2010년 통계에 따르면 코펜하겐에 있는 350,000명의 근로자 중 대다수가 서비스 부문, 특히 운송 및 통신, 무역 및 금융 분야에 종사하고 있으며 10,000명 미만이 제조업에 종사하고 있다. 공공 부문 인력은 교육 및 의료를 포함하여 약 11만 명이다. 2006년부터 2011년까지 경제는 코펜하겐에서 2.5% 성장한 반면 덴마크의 나머지 지역에서는 약 4% 감소했다. 2017년 덴마크 주변 수도권 지역의 GDP는 1,200억 유로이며, 유럽 연합 내 지역별 인당 GDP 순위에서 15위를 차지했다.

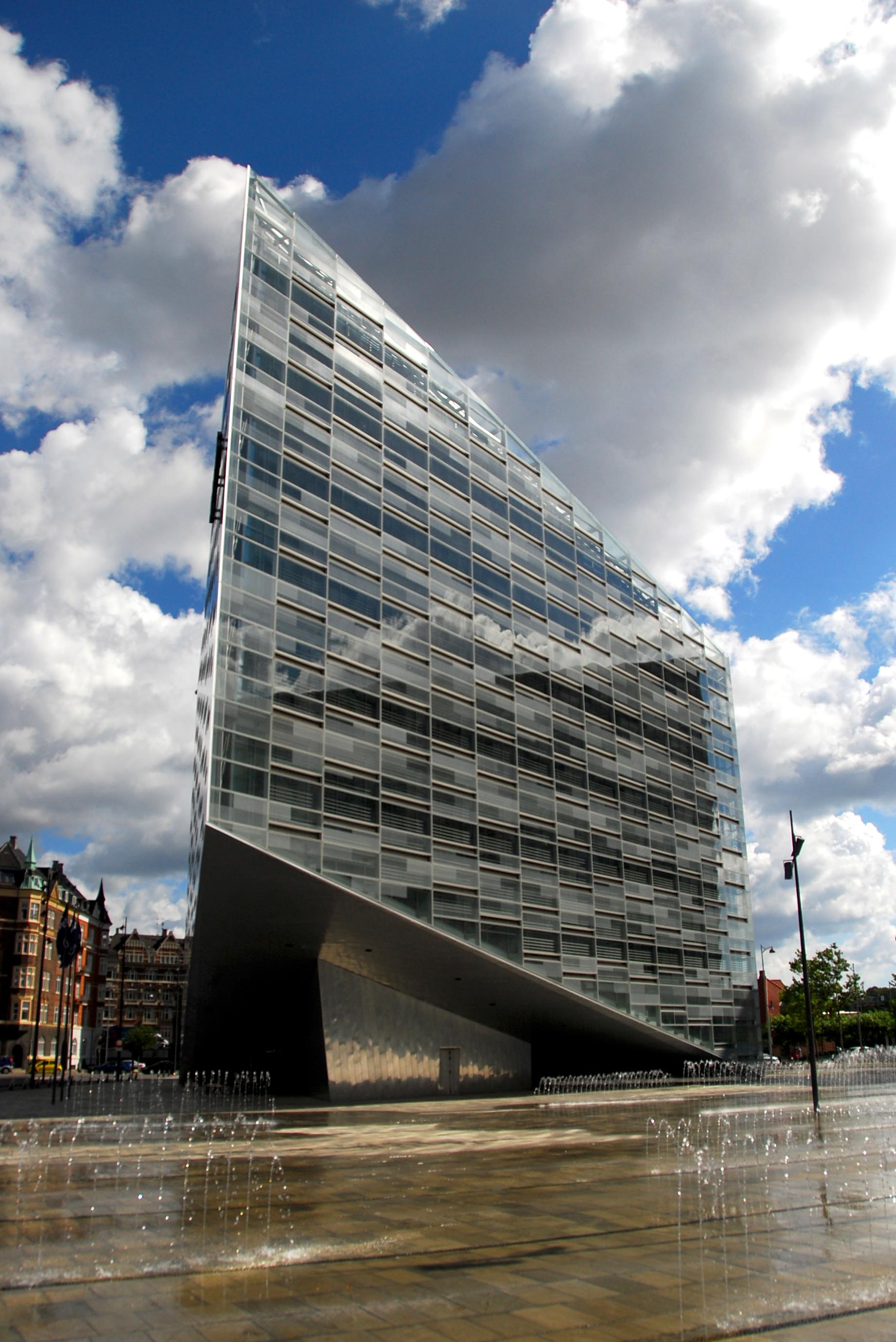
뉘크레딧 은행의 코펜하겐 더 크리스탈 본부

Alm, Brand, 단스케 은행, 뉘크레딧과 덴마크 노르데아 은행을 비롯한 여러 금융 기관과 은행이 코펜하겐에 본사를 두고 있다. 코펜하겐 증권 거래소(CSE)는 1620년에 설립되었으며 현재 나스닥 주식회사가 소유하고 있다. 코펜하겐에는 A.P. 몰러-머스크 그룹, 노보 노디스크, 칼스버그 및 노보자임스를 비롯한 여러 국제 기업의 본거지이기도 하다. 시당국은 정보기술, 생명공학, 제약, 청정 기술 및 스마트 시티 솔루션을 포함하는 여러 혁신 분야에서 비즈니스 클러스터 개발을 장려했다.

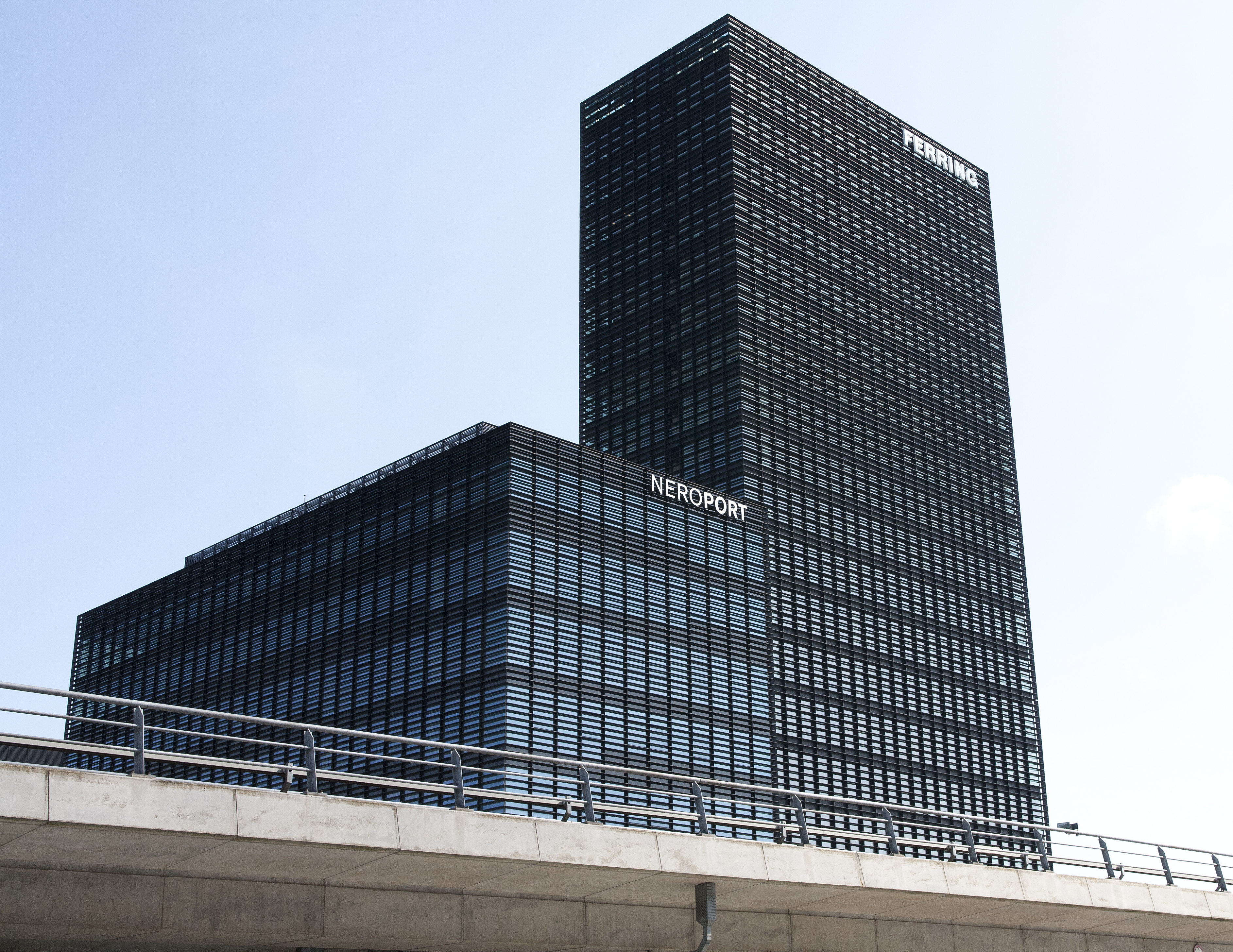
스위스 제약회사 페링 제약의 스칸디나비아 본사

생명과학은 광범위한 연구 개발 활동이 이루어지는 핵심 분야이다. 메디콘 밸리는 외레순 지역에 걸쳐 있는 유럽의 선도적인 이중 국가 생명 과학 클러스터이다. 코펜하겐은 생명 공학 분야의 연구 개발에 중점을 둔 기업과 기관이 풍부하며 메디콘 밸리 이니셔티브는 이러한 입지를 강화하고 기업과 학계 간의 협력을 촉진하는 것을 목표로 한다. 노보 노디스크 및 룬드벡과 같이 세계 50대 제약 및 생명공학 회사 중 하나인 많은 주요 덴마크 회사가 이 비즈니스 클러스터에 위치하고 있다.
해운은 코펜하겐에 세계 본사를 두고 있는 세계 최대 해운회사인 머스크의 또 다른 수입 부문이다. 이 도시에는 산업 항구인 코펜하겐 항구가 있다. 수십 년간 침체기를 겪다가 1990년 말뫼 항구와 합병한 이후 부활을 경험했다. 두 항구 모두 코펜하겐 말뫼 항구(CMP)에서 운영한다. 외레순 지역의 중앙 위치 덕분에 항구는 발트해 연안 국가로 운송되는 화물의 허브 역할을 할 수 있다. CMP는 연간 약 8,000척의 선박을 인수하며 2012년에는 약 148,000TEU를 처리했다.
코펜하겐은 세계에서 가장 높은 임금을 받고 있다. 세금이 높다는 것은 의무 공제 후 급여가 줄어든다는 것을 의미한다. 외국인 전문가에 대한 낮은 과세와 함께 유익한 연구원 제도는 덴마크를 외국인 노동력에 매력적인 장소로 만들었다. 그러나 그것은 또한 유럽에서 가장 비싼 도시 중 하나이다.
덴마크의 유연안정성(플렉시큐리티) 모델은 유럽에서 가장 유연한 고용 및 해고 법률을 특징으로 하며 코펜하겐에 위치하려는 외국인 투자 및 국제 기업에 매력적인 조건을 제공한다. 덴마크 산업 연맹의 2013년 덴마크 96개 지자체의 고용 요인 조사에서 코펜하겐은 최근 몇 년 동안 교육 자격 및 민간 기업 개발에서 1위를 차지했지만, 지역 기업에서는 86위로 떨어졌다. 고용 환경에 대한 평가. 조사 결과 기업이 지자체와 누리는 대화 수준에 상당한 불만이 드러났다.

### 관광
관광은 코펜하겐 경제에 크게 기여하는 산업으로 도시의 항구, 문화 명소 및 수상 경력에 빛나는 레스토랑으로 방문객을 끌어들인다. 2009년 이후 코펜하겐은 유럽에서 가장 빠르게 성장하는 대도시 중 하나가 되었다. 도시의 호텔 용량이 크게 증가하고 있다. 2009년부터 2013년까지 국제 숙박일수(관광객이 보낸 총숙박일수)가 42% 증가했으며, 중국인 방문객은 거의 70% 증가했다. 2013년 수도권의 총 숙박일수는 900만 회를 넘어섰고 국제적 숙박일은 500만 회에 달했다.
2010년에는 도시 관광이 20억 DKK의 매출에 기여한 것으로 추정된다. 그러나 2010년은 도시 관광에 있어 예외적인 해였으며, 그해에 매출이 29% 증가했다. 2015년 68만 명의 크루즈 승객이 항구를 방문했다. 2019년 코펜하겐은 론리 플래닛의 방문해야 할 상위 10개 도시 중 1위를 차지했다. 2021년 10월, 코펜하겐은 보르도, 더블린, 플로렌스, 류블랴나, 라 팔마 데 마요르카, 발렌시아와 함께 유럽 위원회의 2022년 유럽 스마트 관광수도상 후보에 올랐다.

## 교통
코펜하겐 인근에 위치한 코펜하겐 공항은 덴마크 국내 항공편, 국제 항공편을 연결하는 공항이다. 코펜하겐 시내에는 지하철, 버스 노선이 운행되고 있다.
덴마크 국철에서 운영하는 철도 노선은 코펜하겐과 인근 도시들을 경유한다. 코펜하겐 항에는 덴마크와 북유럽의 주요 도시를 연결하는 선박 노선을 운행하고 있다.

## 문화
국립미술관, 덴마크 왕립도서관, 덴마크 왕립극장, 코펜하겐 오페라 하우스, 토르발센 박물관이 코펜하겐에 입주하고 있다. 코펜하겐의 관광 명소로는 뉘하운, 스트뢰에, 티볼리 공원, 아말리엔보르 성, 작은 인어상이 있다.

## 스포츠
코펜하겐을 연고로 하는 스포츠 클럽으로는 축구 클럽인 FC 코펜하겐, 브뢴비 IF가 있다. 그 외에 코펜하겐을 연고로 하는 아이스하키, 핸드볼 클럽이 존재한다.

## 같이 보기
- 분류:코펜하겐 출신
- 2009년 유엔 기후 변화 회의